# Tajemství hradu v Karpatech
Tajemství hradu v Karpatech je československá filmová komedie natočená v roce 1981 Oldřichem Lipským volně podle předlohy Julese Verna Tajemný hrad v Karpatech.
Film je třetí a také poslední společnou prací scenáristy Jiřího Brdečky a režiséra Oldřicha Lipského. Parodie na verneovské vědecko-fantastické romány je inspirována pozapomenutým dílem Tajemný hrad v Karpatech a obohacena o nové prvky, například o „karpatský“ folklór, pro nějž byl vytvořen i vlastní jazyk. Natáčení probíhalo mimo jiné na Čachtickém hradě, kde je dnes umístěna pamětní deska.

## Obsazení
| Michal Dočolomanský     | hrabě Felix Teleke z Tölökö (mluví Ladislav Županič) |
| Evelyna Steimarová      | operní diva Salsa Verde                              |
| Miloš Kopecký           | baron Robert Gorc z Gorceny                          |
| Vlastimil Brodský       | sluha Ignác                                          |
| Rudolf Hrušínský        | šílený vědec Orfanik                                 |
| Jan Hartl               | lesník Vilja Dézi                                    |
| Jaroslava Kretschmerová | Déziho snoubenka                                     |
| Augustín Kubán          | Zutro alias Tóma Hluchoněmec                         |
| Jiří Lír                | salašárský policejní prefekt                         |

## Příběh
V Karpatech stojí nad vesnicí Vyšné Vlkodlaky tajemný hrad, jehož majitelem je baron Gorc z Gorceny (Miloš Kopecký). Na jeho objednávku sestrojil šílený vědec Orfanik (Rudolf Hrušínský) zvláštní přístroj, který pomocí světelných paprsků vytváří iluzi skutečnosti. Jak to bylo vlastně s prvním filmovým představením a s objevem televize, odhalí po mnoha dobrodružstvích při pátrání ve strašidelném hradním labyrintu hrabě Felix Teleke z Tölökö (Michal Dočolomanský). Baron Gorc miluje operu, konkrétně jednu operní sólistku. Unese ji na svůj hrad a po její smrti ji pomocí technických vynálezů zvěční. Na hradě ji však hledá právě Teleke, který do ní byl zamilovaný. Po odhalení tajemství je celý hrad i s geniálními vynálezy zničen.

## Návštěvnost
- Od premiéry v říjnu 1981 až do 31. prosince 1987 vidělo film v českých kinech v rámci 6 003 představení celkem 605 616 diváků.[2]
- Od premiéry v říjnu 1981 až do 1. června 1993, kdy byl vyřazen z distribuce, vidělo film v českých kinech v rámci 6 295 představení celkem 618 424 diváků.[3]